# Monti Loma
I Monti Loma sono la catena montuosa più alta della Sierra Leone in Africa occidentale.

## Geografia
Nella parte settentrionale la catena montuosa si estende per circa 30 chilometri nel territorio della Guinea. La vetta più alta è il Monte Bintumani che si erge ad un'altezza di 1.945 metri. Sui monti Loma, in Guinea, si trovano le sorgenti del fiume Niger, il principale fiume dell'Africa occidentale.
Nell'area dei monti Loma è stata designata una riserva forestale, in cui vige il divieto di caccia fin dal 1952.